# Kokeshi

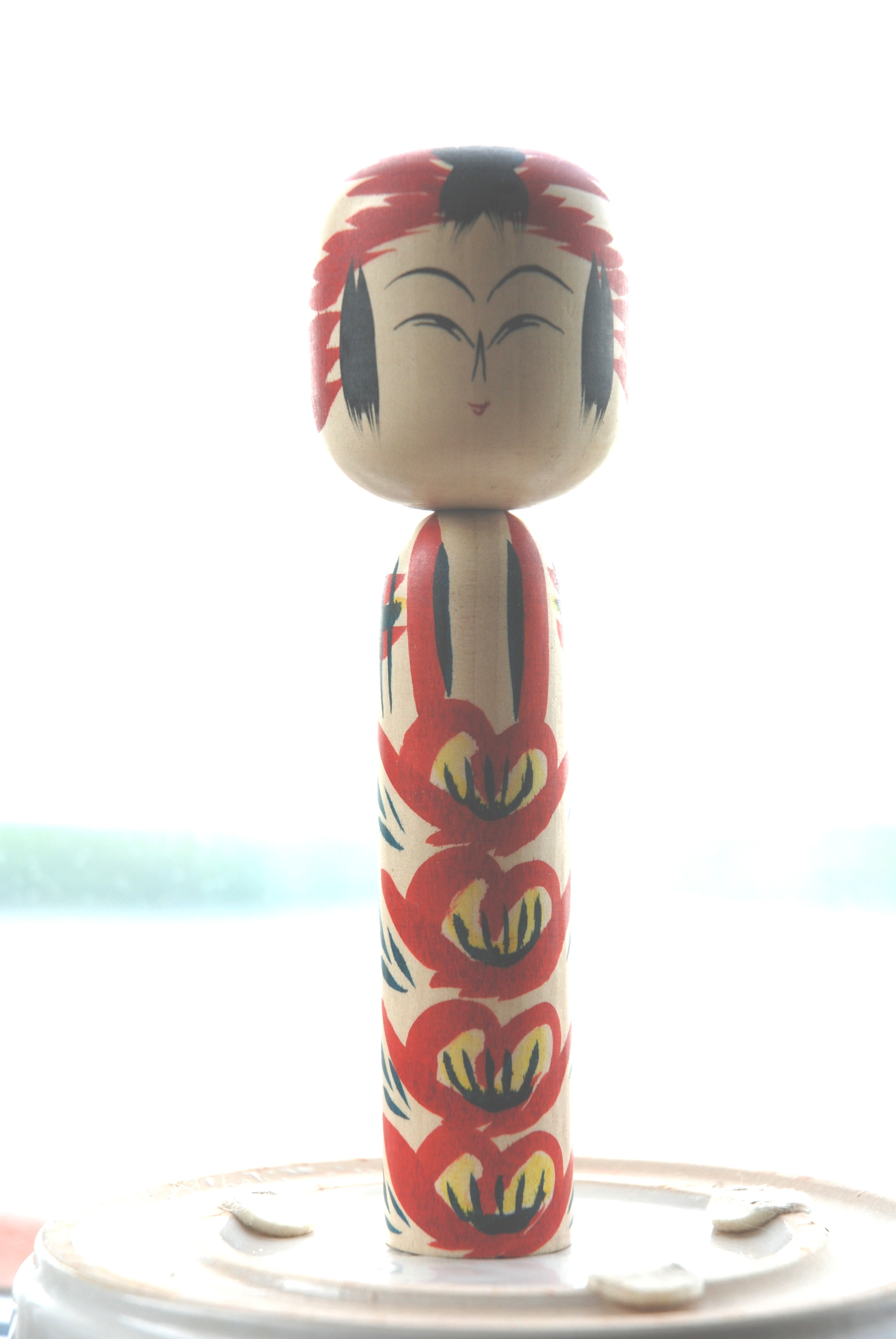
Traditionell kokeshi från Sendai (dentō-kokeshi)

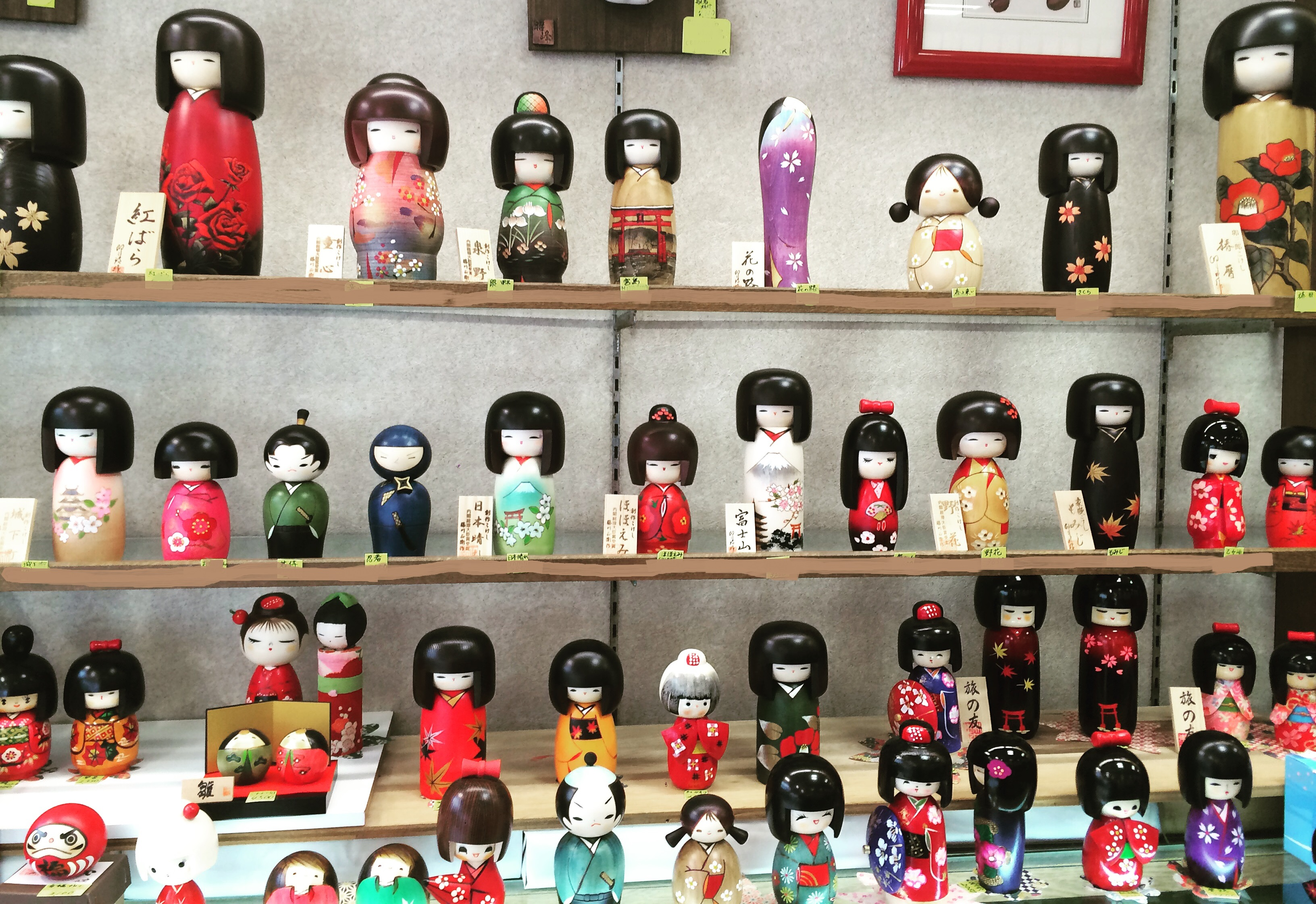
Kreativa kokeshi (shingata-kokeshi)

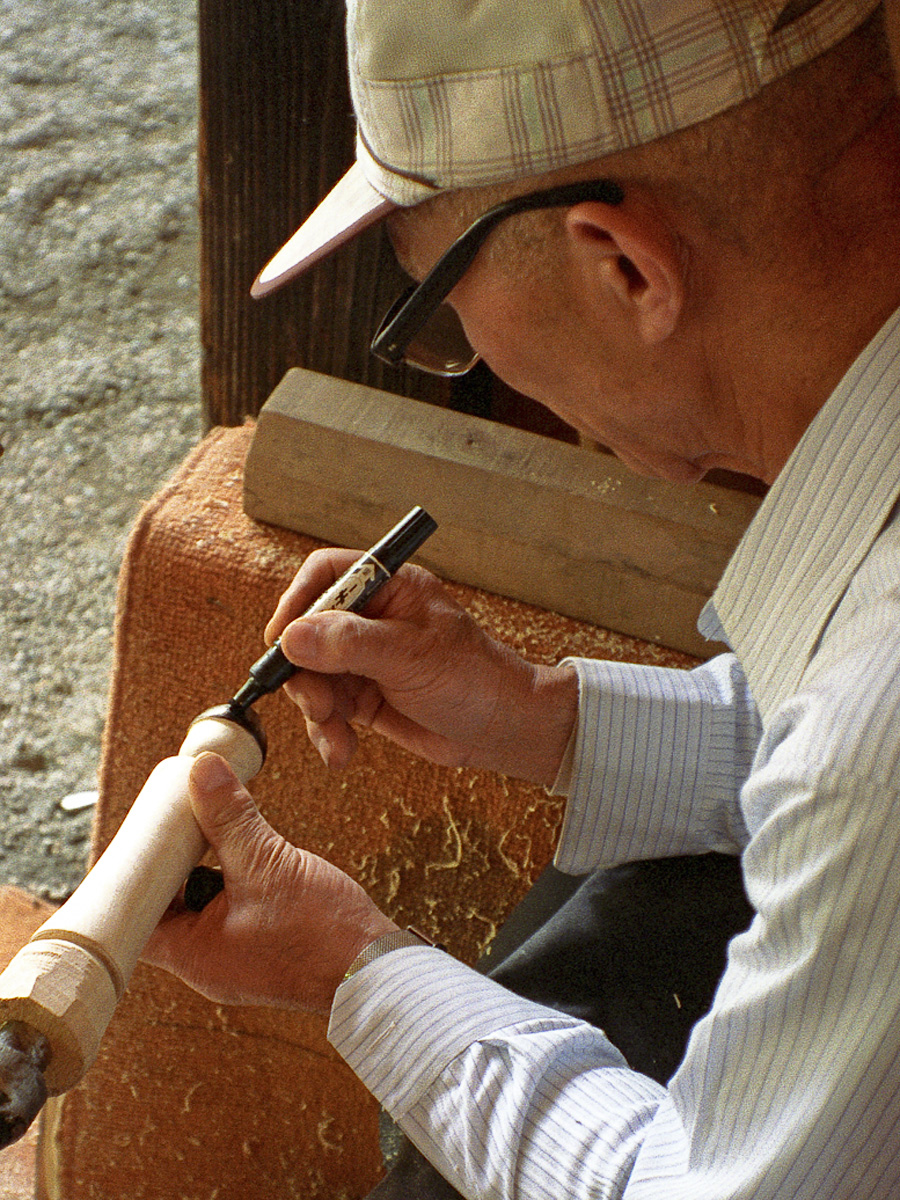
Hantverkare som tillverkar kokeshi

Kokeshi, med japansk skrift 小芥子 eller こけし sedan 1939, är ett på ett karaktäristiskt sätt svarvade och målade japanska trädockor med en cylindrisk kropp utan armar och ben och ett förstorat, runt huvud. På huvudet tecknas på ett förenklat sätt tunna linjer för att definiera ansiktet. Kroppen målas i rött och svart och ibland också i gult. Varje konsthantverkare har sitt eget mönster, i regel nedärvt i generationer, och denne signerar på dockans undersida med sitt namnmärke.

## Historia och etymologi
Ursprunget och namngivningen av kokeshi är oklart, med historiska ateji-stavningar inklusive Koyoko, Kiyoko, Kigatako. Hiragana-stavningen こけし kom man överens om att använda vid Japan-utställningen i Naruko Onsen i augusti 1939. En rimlig teori är att benämningen "kokeshi" härstammar från trä (träd, ki, ko) eller små (ko) och dockor (keshi).
Kokeshi dockorna producerades först av kijishi (木地師, träspecialist), hantverkare som också var skickliga med svarvning, vid Shinchi Shuraku, nära Tōgatta Onsen i Zaō varifrån kokeshi-tillverkningsteknikerna sprids till andra spa-områden i Tōhoku-regionen. Det sägs att dessa dockor var ursprungligen tillverkad under mitten av Edo-perioden (1600–1868) för att säljas till säljas som souvenirer till badgäster som kom till de varma källorna i nordöstra delen av landet.

## Typer
"Traditionella" kokeshi (dentō-kokeshi) dockorna och deras former och mönster är specifika för ett visst område och klassificeras under elva typer, som visas nedan. Den mest dominerande typen är Naruko-sorten som ursprungligen tillverkades i Miyagi Prefecture, men som också kan finnas i prefekturerna Akita, Iwate och Yamagata. Huvudgatan i Naruko Onsen är känd som Kokeshi gatan och har butiker som drivs direkt av kokeshi svarvare.
"Kreativa" kokeshi (shingata-kokeshi) tillåter konstnären fullständig frihet när det gäller form, design och färg och utvecklades efter andra världskriget (1945). De är inte speciella för en specifik region i Japan och generellt finns kreativa kokeshi-konstnärer i städer.
Numera finns också en mer industrialiserad tillverkning av kokeshi och ett alternativt konsthantverk med ett friare och individuellt formspråk ("kreativ kokeshi").

### Traditionella typer
Traditionella typer motsvarar ofta en enda eller flera onsen som ligger inom Tōhoku-regionen.
- Tsuchiyu (土湯系): Tsuchiyu Onsen (Fukushima), Iizaka Onsen (Fukushima), Dake Onsen (Nihonmatsu)
- Yajirō (弥治郎系): Yajirō (Shiroishi)
- Tōgatta (遠刈田系): Tōgatta Onsen (Zaō)
- Naruko (鳴子系): Naruko Onsen (Ōsaki)
- Sakunami (作並系) or Yamagata-Sakunami (山形作並系): Sendai (incl. Sakunami Onsen), Yamagata, Yonezawa, Sagae, Tendō
- Zaō Takayu (蔵王高湯系): Zaō Onsen (Yamagata)
- Hijiori (肘折系): Hijiori Onsen (Ōkura)
- Kijiyama (木地山系): Kijiyama (Yuzawa)
- Nambu (南部系): Morioka, Hanamaki Onsen (Hanamaki)
- Tsugaru (津軽系) or Nuruyu (温湯系): Nuruyu Onsen (Kuroishi), Ōwani Onsen (Ōwani)

De viktigaste traditionella Kokeshi-dockorna. (Wafuu Honpo)

## Trävirket
Virket som används för kokeshi varierar med körsbär som används för sin mörkare färg och virke från Kornellsläktet (Cornus) för dess mjukare egenskaper, samt Itaya-kaede, en japansk lönn, används också för att skapa både traditionella och de kreativa dockorna. Virket torkas upp till fem år innan det är torrt och kan användas.